# Заворушення в Польщі (1970—1971)
Заворушення в Польщі, Грудневий робітничий бунт (пол. Grudzień 1970, wydarzenia grudniowe, rewolta grudniowa, wypadki grudniowe, masakra na Wybrzeżu) — серія страйків і масових заворушень, що відбулися в північній частині Польської Народної Республіки внаслідок різкого збільшення цін на продовольство, промтовари і будівельні матеріали.

## Хід подій
12 грудня 1970 під приводом «загального курсу на заморожування плати і обмеження споживання як засобу подолання труднощів економічного роду» було оголошено про підвищення закупівельних цін на продовольство, промтовари і будівельні матеріали, в середньому на 30 відсотків.
Першими про свій страйк оголосили суднобудівні заводи Гданська і Гдині 14 грудня 1970 року. До них приєдналися підприємства Ельблонга, Слупська, Щецина. У деяких випадках страйки вилилися в масові заворушення. У Гданську і Щецині нападів зазнали місцеві партійні комітети, серйозно постраждало 220 магазинів і 19 громадських будівель.
Перший секретар ЦК ПОРП Владислав Гомулка визнав страйки контрреволюцією і віддав наказ про силове придушення. Його підтримали інші члени вищого партійно-державного керівництва — Мечислав Мочар, Зенон Клишко, Юзеф Циранкевич. Керівники силових структур — міністр національної оборони Войцех Ярузельський, міністр внутрішніх справ Казімєж Світала, головний комендант громадянської міліції Тадеуш Петшак, начальник Служби безпеки Ришард Матеєвський — висловили повну готовність (певні сумніви виявляв лише командувач ВМФ Людвік Янчишин, але і він прийняв накази до виконання).
17 грудня 1970 року на гданській судноверфі імені Леніна сталося зіткнення військовослужбовців із робітниками, в той же час відбулося ще кілька сутичок. У результаті запеклих сутичок загинув 41 робітник (переважно молодь), 2 міліціонери та 1 солдат. 1164 особи, в тому числі близько 600 військових і співробітників міліції, отримали поранення різного ступеня тяжкості.

## Пам'ять
16 грудня 1980 року в Гданську встановлено монумент у пам'ять про жертв заворушень.